# Teste de bromo
Em química orgânica, o teste de bromo é um teste qualitativo para a presença de insaturações (ligações duplas ou triplas carbono-carbono), fenóis e anilinas.
Uma amostra desconhecida é tratada com uma pequena quantidade de bromo elementar em um solvente orgânico, sendo diclorometano ou tetracloreto de carbono. A presença de insaturação e/ou fenol ou anilina na amostra é mostrada pelo desaparecimento da coloração marrom escura do bromo quando ele reage com a amostra desconhecida. A formação de um fenol bromado (ou seja, 2,4,6-tribromofenol) ou anilina (ou seja, 2,4,6-tribromoanilina) na forma de um precipitado branco indica que a amostra desconhecida era fenol ou anilina. Quanto mais insaturada uma amostra desconhecida for, com mais bromo ela reage e menos colorida a solução parecerá.
Caso a coloração marrom não desapareça, possivelmente devido à presença de um alceno que não reage, ou reage muito lentamente com o bromo, deve-se realizar o teste do permanganato de potássio, para determinar a presença ou ausência do alceno. O índice de iodo é uma forma de determinar quantitativamente a presença de insaturações.
O teste de bromo é um teste qualitativo simples. Métodos espectroscópicos modernos (por exemplo, RMN e espectroscopia de infravermelho) são mais eficazes na determinação das características estruturais e da identidade de compostos desconhecidos.